# قائمة رؤساء إريتريا
رئيس إرتريا هو المنصب الأعلى في دولة إرتريا وشغلة شخص واحد منذ استقلالها عن أثيوبيا هو أسياس أفورقي.

## رؤساء إرتريا (1993–حتى الآن)
(التواريخ المائلة تشير إلى الفترات الواقعية)
الأحزاب السياسية
| No.                                   | الصورة | الاسم (الميلاد–الوفاة)                  | الانتخابات | الحكم         | الحكم        | الحكم             | الحزب                               |
| No.                                   | الصورة | الاسم (الميلاد–الوفاة)                  | الانتخابات | استلم المنصب  | ترك المنصب   | المدة             | الحزب                               |
| ------------------------------------- | ------ | --------------------------------------- | ---------- | ------------- | ------------ | ----------------- | ----------------------------------- |
| • حكومة إريتريا المؤقتة (1991–1993) • |        |                                         |            |               |              |                   |                                     |
| 1                                     |        | أسياس أفورقي (مواليد 1946) الأمين العام | —          | 27 أبريل 1991 | 24 مايو 1993 | 2 سنوات و27 أيام  | الجبهة الشعبية لتحرير إريتريا       |
| • إريتريا (1993–الآن) •               |        |                                         |            |               |              |                   |                                     |
| 1                                     |        | أسياس أفورقي (مواليد 1946)              | —          | 24 مايو 1993  | في الحكم     | 32 سنوات و76 أيام | الجبهة الشعبية للديمقراطية والعدالة |